# Lotti van der Gaag
Charlotte 'Lotti' van der Gaag (La Haia, 18 de desembre de 1923 – Nieuwegein, 20 de febrer de 1999) fou una escultora i pintora neerlandesa, associada amb membres del moviment de les arts COBRA.

## Vida i carrera
Charlotte van der Gaag va néixer el 18 de desembre de 1923 a La Haia, als Països Baixos.
Als vint anys tenia una relació amb l'artista Bram Bogart, qui la va introduir en l'art de l'escultura. Al voltant 1950, va visitar al poeta holandès Simon Vinkenoog a París; i va ser presentada als membres de COBRA, entre ells a Karel Appel i Corneille Durant aquest període es va concentrar gairebé exclusivament en la seva escultura. Van der Gaag va morir, a l'edat de 75, a Nieuwegein el 20 de febrer de 1999.